# حرز ابی دجانه
حرز به دعایی گفته می‌شود که به گردن آویخته یا به جیب می‌اندازند.

## مختصری از حرز ابی دجانه
برخی معتقدان به وجود جن بر این باورند که این دعا در دفع جن مؤثر است و این دعا را از محمد صلی الله علیه و آله پیامبر بزرگوار اسلام می‌دانند که پیامبر، آن را به شخصی به نام ابی دجانه داده است چون شب هنگام جن‌ها ابی دجانه را در منزلش اذیت می‌کردند.

## اصل روایت
در لغتنامهٔ دهخدا آمده که سماک بن خرشة یا سماک بن اوس، ملقب به ذوالمشهرة یکی از صحابهٔ محمد بود. وی هم در غزوهٔ بدر و هم در غزوهٔ احد همراه با محمد جنگیده بود و به روز احد محمد به او شمشیری هدیه داد؛ و در مدینه او را با عتبة بن غزوان مواخات داد. ابودجانه در جنگ یمامه با مسیلمه، کشته شد و گویند او در قتل مسیلمه شرکت داشت و در ضعاف اخبار آمده‌است که او تا جنگ صفین بزیست و در آن جنگ حضور یافت حرزی به نام حرز ابی دجانه در کتب دعوات معروف است»